# New Mad Mission
Série
Mad Mission 5
(1989)
Pour plus de détails, voir Fiche technique et Distribution.
New Mad Mission (最佳拍檔之醉街拍檔, Jui gaai paak dong: Jui gai paak dong) est un film hongkongais réalisé par Chin Ka-lok, sorti en 1997.
Il peut être connu sous un autre titre : 97 Aces go places.

## Synopsis
Déroulement du film : à la mort de son père -qui n'a pas supporté de perdre au poker, au point de faire un arrêt cardiaque- le peu combatif Ho Sik hérite de sa place à la tête d'un clan mafieux -promotion qui ne l'enchante guère. Il est également mis en demeure, par le reste de la famille, d'abattre lui-même la femme responsable du décès de son père. Chargé de son éducation, Chiu Wai (Vodka Boum Boum en VF) dont les prodigieux réflexes sont dus à l'alcool qu'il ingurgite régulièrement...
Tous deux se lancent aux trousses de leur cible, Li Lai-shen, que poursuit également un gang de petites frappes dont le chef -un tempérament artiste, ringard et caractériel- s'est fait plumer par la demoiselle au cours d'une transaction… Pour se simplifier la vie, Ho Sik est sous le charme de Li Lai-shen !
Le film détourne les stéréotypes du film d'action, ainsi que certains concepts romantiques -Chiu Wai et la sœur de Li Lai-shen, une fois seuls, jouent aux devinettes et picolent… Dans son ensemble, le métrage est une parodie renforcée par des prises de vue extrêmement typées -la jeune fille qui s'éloigne, cheveux au vent et sourire étincelant- et des narratifs (dits par Ho Sik) très "clichés" : "un sourire étincelant. Des cheveux souples, brillants… Et sans pellicules !" Certaines situations -ex. : un voyou binoclard apprend à conduire et drague l'examinatrice- placent New Mad Mission davantage dans la comédie que l'action : même durant les poursuites et les bagarres (bien chorégraphiées) un élément vient perturber le sérieux de la séquence -un portable qui sonne, une répartie…

## Fiche technique
- Titre : New Mad Mission
- Titre original : 最佳拍檔之醉街拍檔 (Jui gaai paak dong: Jui gai paak dong)
- Réalisation : Chin Ka-lok
- Scénario : Raymond Wong Pak-ming
- Production : Law Wai-kai
- Société de production : Crystalfix
- Musique : Mak Chun-hung
- Photographie : Herman Yau
- Montage : Robert Choi
- Pays :  Hong Kong
- Genre : Action, comédie
- Durée : 92 minutes
- Lieux de tournage : Hong Kong
- Format : couleurs - Son : mono - 1.85:1 - 35 mm
- Budget :
- Dates de sortie :
  -  Hong Kong : 21 juin 1997
  -  France : 4 septembre 2006 (DVD)

## Distribution
- Alan Tam : Ho Sik et père de Ho
- Christy Chung : Li Lai-Shen
- Tony Leung Chiu-wai : Vodka Boum-Boum
- Donna Chu : Mandy
- Maria Cordero : Mère de Ho
- Ben Lam : Lung
- Simon Lui (en) : Chung Yue
- Francis Ng : Lui Yue-Yeung
- Dayo Wong